# Thelxinoe (księżyc)
Thelxinoe (Jowisz XLII) – mały księżyc Jowisza, odkryty przez grupę astronomów z Uniwersytetu Hawajskiego pod przewodnictwem Scotta Shepparda, która przeanalizowała w 2004 roku zdjęcia zrobione w 2003.

## Nazwa
Nazwa księżyca pochodzi z mitologii greckiej. Thelxinoe była przez starożytnych Greków zaliczana do czterech muz, przed ukształtowaniem znanego dziś kanonu dziewięciu muz.

## Charakterystyka fizyczna
Thelxinoe jest jednym z mniejszych księżyców Jowisza, jego średnicę ocenia się na około 2 km. Średnia gęstość tego ciała to ok. 2,6 g/cm3, składa się ono głównie z krzemianów. Powierzchnia księżyca jest bardzo ciemna – jego albedo wynosi zaledwie 0,04. Z Ziemi można go zaobserwować jako obiekt o jasności wizualnej co najwyżej 23,5 magnitudo.
Thelxinoe obiega Jowisza ruchem wstecznym, czyli w kierunku przeciwnym do obrotu planety wokół własnej osi. Satelita należy do grupy Ananke.